# Somers (Connecticut)
Somers é uma cidade  localizada no estado americano de Connecticut, no Condado de Tolland.

## Demografia
Segundo o censo americano de 2000, a sua população era de 10417 habitantes.

## Geografia
De acordo com o United States Census Bureau tem uma área de
73,8 km², dos quais 73,4 km² cobertos por terra e 0,4 km² cobertos por água.

## Localidades na vizinhança
O diagrama seguinte representa as localidades num raio de 16 km ao redor de Somers.